# Trentepohlia ibelensis
Trentepohlia ibelensis är en tvåvingeart som beskrevs av Alexander 1964. Trentepohlia ibelensis ingår i släktet Trentepohlia och familjen småharkrankar. Inga underarter finns listade i Catalogue of Life.